# Mokre, Dubno
Mokre (în ucraineană Мокре) este un sat în comuna Mîrohoșcea Perșa din raionul Dubno, regiunea Rivne, Ucraina.

## Demografie
Componența lingvistică a localității Mokre
     Ucraineană (98,96%)
     Alte limbi (0,69%)
Conform recensământului din 2001, majoritatea populației localității Mokre era vorbitoare de ucraineană (98,96%), existând în minoritate și vorbitori de alte limbi.